# Fonts baptismaux de Chermignac

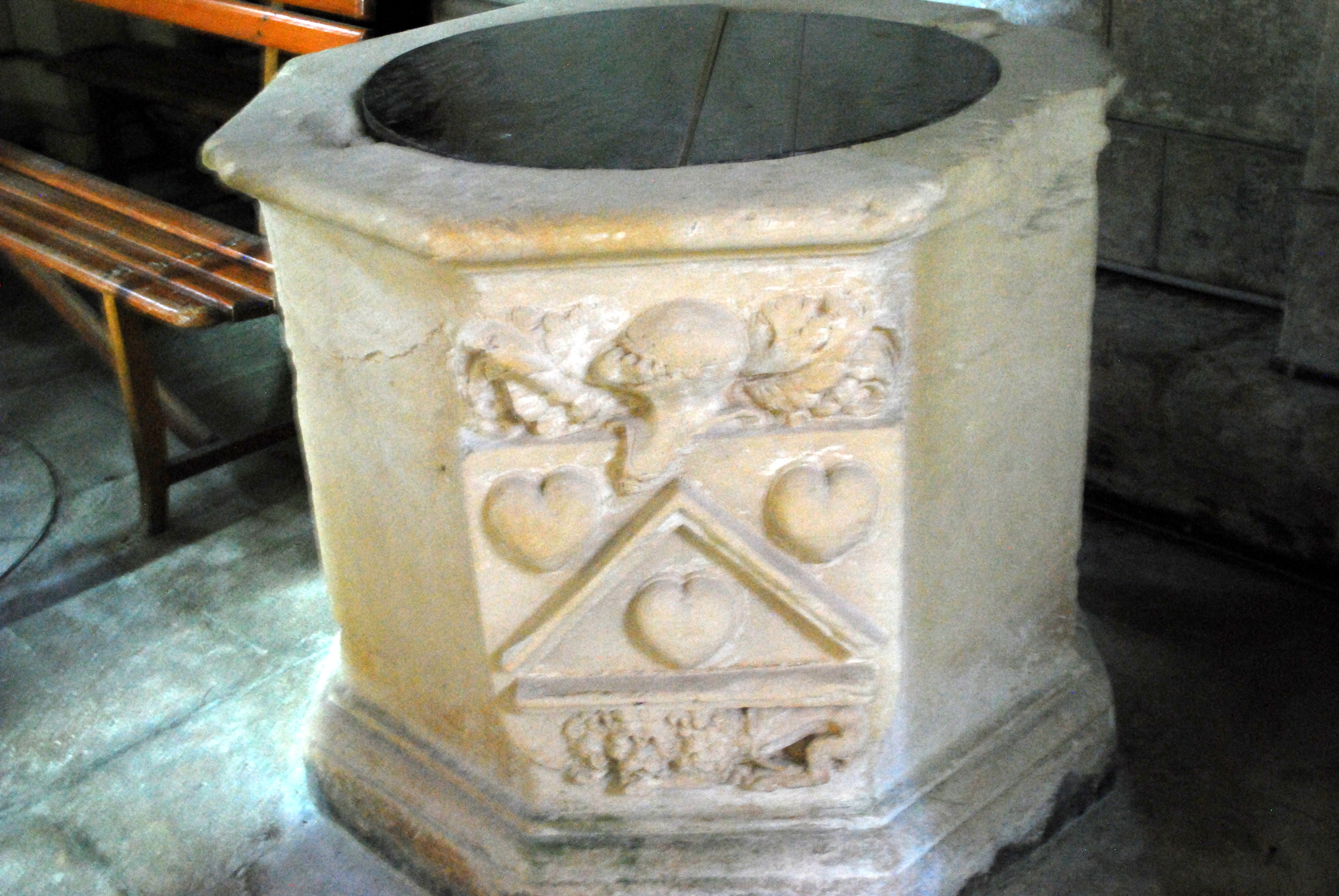
Fonts baptismaux à Chermignac

Les fonts baptismaux de l'église Saint-Quentin à Chermignac, une commune du département de la Charente-Maritime dans la région Nouvelle-Aquitaine en France, sont créés au 17e siècle. Les fonts baptismaux en pierre sont depuis 1982 classés monuments historiques au titre d'objet.

## Description
Ces fonds se présentent sous la forme d'un bloc de pierre polygonal creusé en cuvette et fermé par un couvercle circulaire en bois. Outre de moulures courant à la base et au sommet, la cuve est ornée sur une des faces par des armoiries identifiées de la famille des Goy d'argent au chevron de sable accompagné de trois cœurs de gueules.